# 維加河
維加河是俄羅斯的河流，位於科斯特羅馬州，屬於溫扎河的右支流，發源自丘赫洛馬以南，在鄰近沃洛格達州的地方注入溫击河，河道全長175公里，流域面積3,360平方公里。
59°13′44″N 43°40′46″E / 59.22889°N 43.67944°E